# 劉恭 (前趙)
劉 恭（りゅう きょう、? - 310年）は、五胡十六国時代の漢（後の前趙）の皇族。劉淵の次子、生母は張氏で、劉聡の同母兄。字は玄門と伝わる。

## 概要
父から某王に封じられたが、どこの王かは記されておらず、不詳である。
後に異母長兄の劉和が弟の劉聡によって妻子共々に殺害され、劉聡自らが即位した。だが、劉聡は兄弟の序列を飛び越えて即位したことを忌み嫌って、同母兄・劉恭の殺害を決意した。数日後の夜中に刺客を派遣し、劉恭が寝ている最中に壁の間から突き刺して惨殺した。
生母の張氏は衝撃の余り病に罹り、313年に逝去した。劉聡は、母の張氏に対して光献皇后の諡号を贈り、丁重に埋葬した。

## 伝記資料
- 『資治通鑑』晋紀九